# 君麻呂
君麻呂是日本動漫系列《火影忍者》中的一個角色。竹取一族（或譯輝夜一族）唯一的倖存者，過去是音忍五人眾的領導者，曾經以一人之力擊敗其他四人眾，因此其他四人眾都畏懼他的力量。由於他因病不能長時間地執行任務，因此在協助大蛇丸謀殺風影之後就退出五人眾並接受藥師兜的治療，使其他四人眾有意讓佐助接替其領導者的位置。在君麻呂死後，竹取一族亦隨之滅族。

## 生平
君麻呂的名字前半段取自于竹取物语，后半段则取自于遣唐使阿部仲麻吕和曾降服过鬼女铃鹿御前的武士坂上田村麻吕以及竹取物语里追求辉夜姬的中纳言石上麻呂足（石上麻呂）。
年幼時被族人視為人肉盾牌兼武器而軟禁起來。後來竹取一族進攻霧隱村，君麻呂這個秘密武器也被釋放出來參戰。結果全族被滅，由於君麻呂有病在身因而無法參戰，他才撿回一條命。唯一倖存的君麻呂被大蛇丸撿去，並受大蛇丸扶養長大，因此極為崇拜大蛇丸，也樂意成為大蛇丸轉生的容器，並藉由大蛇丸取得「地之咒印」。
君麻呂擁有血繼限界，且是竹取一族唯一的後人，攻擊能力為骨頭，能自由地操縱骨細胞和破骨細胞，還能控制鈣質濃度，因此他的骨頭比鋼鐵更堅硬。他掌控五種舞蹈：柳之舞、樁之舞、唐松之舞、鐵線花之舞和早蕨之舞，分別是以不同部份的骨骼作武器。其中為早蕨之舞為終極之舞，是將整片土地化成屍骨叢林，施術者更能自由在屍骨中移動。另外，正常人的骨頭是兩百多根，但他的數量就不一定。
後來君麻呂為了協助大蛇丸奪取佐助，從病痛中強行撐起來執行任務。臨走前和咒印查克拉的源頭重吾見了一面，因為與重吾有長年累月的交情，而且只有君麻呂才有能力控制重吾的情緒，君麻呂向友人交代了自己此行的目標，從此與友人永別。接著先後跟漩渦鳴人、李洛克對戰，又和砂忍村的援軍我愛羅對戰，最終他在使出關鍵一擊時病發而亡。
漫畫515話當中，君麻呂被藥師兜利用穢土轉生召喚出來，作為「曉」的戰力，和千代婆婆、「山椒魚」半藏及中吉一起行動，並跟鐵之國的武士們交戰。之後由於鼬解除了兜的穢土轉生，其靈魂也脫離了穢土轉生的束縛。

## 個人資料
- 性格：冷靜、專情
- 欲挑戰的對手：-
- 忍者學校畢業年龄：-
- 中忍升級年龄: 無
- 喜歡的話:無我

## 術
| 招式名稱                               | 簡介 | 種類         | 等級 |
| -------------------------------------- | --- | ------------ | ---- |
| 屍骨脈                                 | 竹取一族的血繼限界，擁有者能自由控制體內鈣質濃度，使骨頭比鋼鐵還硬，而且能隨意改變骨頭外形，甚至取出骨頭作為武器。                           | 血繼限界     | -    |
| 十指穿彈(Hessendan)                    | 把十指的指骨當子彈射出。 | 血繼限界、體 | -    |
| 柳之舞(Yanagai no mai)                 | 隨著對手的攻擊舞出千變萬化的迴避閃躲姿勢，就像隨風舞動的柳枝。                                                                           | 血繼限界、體 | -    |
| 椿之舞(Tsubaki no mai)                 | 以迅雷不及掩耳的速度向對手發出連環攻擊，宛如樁樹綿密的刀葉海。                                                                           | 血繼限界、體 | -    |
| 唐松之舞(Karamatsu no mai)             | 如松樹雜亂的枝條，全身骨頭破出，防守力大大提昇，令對手不能以體術近身攻擊。                                                               | 血繼限界、體 | -    |
| 鐵線花之舞‧籐蔓(Tessenka no mai•Tsuru) | 把整條脊骨抽出，當作鐵鞭之用，配合『鐵線花之舞•花』使用。                                                                                | 血繼限界、體 | -    |
| 鐵線花之舞‧花(Tessenka no mai•Hana)    | 左手的全部臂骨化成「最強硬化」、螺旋狀的矛，竹取君麻呂稱這是『花』，攻擊力極強。                                                         | 血繼限界、體 | -    |
| 早蕨之舞(Sawarabi no Mai)              | 君麻呂的終極之舞，爆發出全身查克拉，化為無數尖銳的骨刺劃破大地，而施術者的身體甚至能融入和穿梭於這些骨刺之間。因形似快速蔓延的蕨草而名。 | 血繼限界、忍 | -    |
| 地之咒印                               | 由大蛇丸所授予的咒印。 | 咒印術       | A    |
| 地之咒印·咒印狀態一                    | 在狀態一時，咒印的紋路會成條狀延伸的模樣。                                                                                               | 咒印術       |      |
| 地之咒印·咒印狀態二                    | 在狀態二時，除了皮膚變紅外，脊骨附近還長出了幾根空心的骨頭，而且還長出的一條光滑的尾巴。                                                 | 咒印術       |      |